# غانيشا
غانيشا (بالإنجليزية: Ganesha، بالسنسكريتية: गणेश)، يُعرف أيضًا باسم غاناباتي وفيناياكا، هو واحد من أشهر آلهة مَجْمع الآلهة الهندوسي وأكثرها عبادة. عُثر على صورته في كافة أرجاء الهند، ونيبال، وسريلانكا، وفيجي، وتايلاند، وموريشيوس، وبالي (إندونيسيا)، وبنغلادش، وترينيداد وتوباغو. تعبده الطوائف الهندية بغض النظر عن انتماءاتها. عبادة غانيشا منتشرة على نطاق واسع وتمتد وصولًا إلى الجاينية والبوذية.
رغم أنه يُعرف بكثير من السمات، لكن رأس الفيل خاصة غانيشا يجعل التعرف عليه سهلًا. يُبجل غانيشا على نطاق واسع باعتباره مقيل العقبات، وراعي الفنون والعلوم ورب الفكر والحكمة. بصفته إله البدايات، يُكرم في بداية الشعائر والمراسيم. يُبتهل إلى غانيشا أيضًا بصفته راعي الأحرف والتعلم في جلسات الكتابة. تسرُد عدة نصوص نوادر أسطورية متعلقة بولادته ومآثره.
يُرجح أن ظهور غانيشا كإله كان مبكرًا في القرن الأول الميلادي، لكن المؤكد تمامًا أنه بحلول القرنين الرابع والخامس كان ظاهرًا، إبان حقبة إمبراطورية غوبتا، رغم أنه ورث صفاتٍ من أسلاف فيديين وقبل فيديين. تُعرفه الميثولوجيا الهندوسية على أنه الابن المستعاد لبارفاتي وشيفا خاصة الطريقة الشيفاوية، لكنه إله لعموم الشعب الهندوسي موجود في مختلف طرائقهم. في طريقة غاناباتيا الهندوسية، غانيشا هو الإله الأعلى. تتضمن النصوص الرئيسية التي تتحدث عن غانيشا غانيشا بورانا، ومودغالا بورانا، وغاناباتي أثارفاشيرسا. براهما بورانا وبراهماندا بورانا نصان موسوعيان آخران من نوع البورانا يتناولان غانيشا.

## اشتقاقات وأسماء أخرى
نُسب إلى غانيشا العديد من الأسماء والألقاب الأخرى، بما فيها غاناباتي (غانباتي) وفيغنيشفارا. غالبًا ما يُسبَق اسمه بلفظة شْري (بالسنسكريتية: श्री، تُلفظ أيضًا Sri أو Shree) التبجيلية.
إن اسم غانيشا مركب سنسكريتي ناتج عن دمج كلمتي غانا (gaṇa)، وتعني مجموعة، أو نظام متعدد أو مطلق، و إيشا (īśa) وتعني السيد أو الزعيم. عندما ترتبط كلمة غانا بغانيشا غالبًا ما تُفهم على أنها إشارة للغانات، وهم نفرٌ من كائنات نصف إلهية تشكل قسمًا من حاشية شيفا، والد غانيشا. يعني المصطلح بصورة أكثر عمومية صنفًا، أو طبقةً، أو مجتمعًا، أو اتحادًا، أو شركةً. يفسر بعض الشُراح اسم «سيد الغانات» إلى «سيد المضيفين» أو «سيد الأصناف المخلوقة»، ومنها مثلًا العناصر. تتركب كلمة غاناباتي (गणपति)، وهي مرادفة لغانيشا، من غانا، وتعني «مجموعة»، وباتي، وتعني «حاكم» أو «سيد». رغم العثور على أول ذكر لكلمة غاناباتي في الترتيلة 2.23.1 في الريجفدا العائدة للألفية الثانية ق.م، من غير المؤكد، مع ذلك، ما إذا كان المصطلح الفيدي يشير إلى غانيشا تحديدًا. يحصي الأماراكوشا، وهو قاموس سنسكريتي قديم، ثماني مرادفات لكلمة غانيشا: فيناياكا، وفيغناراجا (مكافئ لفيغنيشا)، ودفايماتورا (الذي له أمَّين)، وغانداهيبا (مكافئ لغاناباتي وغانيشا)، وإيكادانتا (صاحب الناب الواحد)، وهيرامبا، ولامبودارا (الأكرش، أو حرفيًا، صاحب البطن المتدلي)، وغاجانانا (gajānana)؛ نظرًا لامتلاكه وجه فيل.
فيناياكا (विनायक) هو اسم شائع لغانيشا يظهر في البورانات والتانترات البوذية. يتجلى هذا الاسم في تسمية معابد غانيشا الثمانية الشهيرة في ماهاراشترا المعروفة باسم أشتافيناياك (بالمراثية: अष्टविनायक). تشير أسماء فيغنيشا (विघ्नेश) وفيغنيشفارا (विघ्नेश्वर) (سيد العقبات) إلى وظيفته الأساسية في الهندوسية كزعيم ومقيل للعقبات (فيغنا).
من الأسماء البارزة لغانيشا في اللغة التاميلية بيلّاي (بالتاميلية: பிள்ளை) أو بيلّايار (பிள்ளையார்). يفرّق أيه. كيه. ناراين بين هذه المصطلحات قائلًا إن بيلّاي يعني «طفل» في حين يعني بيلّايار «طفل نبيل». يضيف قائلًا إن كلمات بالّو، وبيلّا، وبيلّ في عائلة اللغات الدرافيدية تفيد معنى «السن أو الناب»، و «سن أو ناب الفيل» أيضًا. تذكر أنيتا راينا ثابان أن الكلمة الجذر بيلّ في اسم بيلّايار قد يكون معناها في الأصل «صغير الفيل»، لأن كلمة بيلّاكا الباليّة تعني «فيل صغير».
في اللغة البورمية، يُعرف غانيشا باسم ماها بيني (မဟာပိန္နဲ)، المشتق من كلمة ماها ويناياكا الباليّة (မဟာဝိနာယက). الاسم الشائع لغانيشا في تايلاند هو برا بيكانيت. يعود تاريخ أقدم صور لغانيشا وذكر لاسمه باعتباره إلهًا رئيسيًا في إندونيسيا الحالية، وتايلاند، وكمبوديا وفيتنام إلى القرنين السابع والثامن، وتعود هذه النماذج الهندية المطابقة إلى القرن الخامس أو وقت أقدم. في مناطق سريلانكا البوذية السينغالية، يُعرف باسم غانا ديفيو، ويُبجل إلى جانب بوذا، وفيشنو، وسكاندا وغيرهم.

## دراسة الأيقونات
غانيشا شخصية رائجة في الفن الهندي. على عكس تمثيلات بعض الآلهة، تُظهر تمثيلات غانيشا فوارق واسعة وأنماطًا مميزة تتغير عبر الزمن. قد يُصور واقفًا، أو راقصًا، أو محاربًا شياطينًا بصورة بطولية، أو صبيًا يلعب مع والديه، أو جالسًا في كرسي مرتفع، أو مزاولًا مقدارًا من الأوضاع المعاصرة.
مع حلول القرن السادس، كانت صور غانيشا متفشية في العديد من أجزاء الهند. التمثال العائد إلى القرن الثالث عشر في الصورة نموذج عن مجموعة تماثيل غانيشا في أعوام 900 – 1200، بعد أن ترسخ غانيشا جيدًا بصفته إلهًا مستقلًا له طائفته الخاصة. يبرز هذا المثال بعض عناصر غانيشا الأيقونية الشائعة. أرجع بول مارتين دوبوست تاريخ أحد التماثيل المطابقة فعليًا إلى ما بين عامي 973 – 1200، وأرجع براتاباديتيا بال تمثالًا آخر مشابهًا إلى القرن الثاني عشر تقريبًا. لغانيشا رأس فيل وبطن كبير. لهذا التمثال أربعة أذرع، وهو أمر شائع في تصويرات غانيشا. يحمل نابه المكسور بيده اليمنى السفلى وطعامًا شهيًا يتذوقه بخرطومه في يده اليسرى السفلى. إن فكرة غانيشا محولًا خرطومه بشدة ناحية اليسار لتذوق الحلويات التي يحملها في يده اليسرى السفلى ميزة عتيقة على وجه الخصوص. وُجد تمثال أكثر بدائية يحمل هذا الشكل العام في كهوف إيلورا، وأُرجع تاريخه إلى القرن السابع. من الصعب فهم تفاصيل بقية الأيدي على التمثال المعروض. في الهيئة القياسية، يحمل غانيشا عادة فأسًا أو مِهمَزًا في أحد اليدين العُليتين وأنشوطة في الأخرى. قد يُصور في حالات نادرة برأس بشري.
ما زال تأثير هذه الكوكبة القديمة من الرموز الأيقونية ظاهرًا في التمثيلات المعاصرة لغانيشا. في أحد الهيئات الحديثة، الاختلاف الوحيد عن هذه العناصر القديمة هو مد يده اليمنى السفلى ناحية المشاهد في إشارة إلى الحماية أو الجسارة (Abhaya mudra) بدلًا عن حمله الناب المكسور بها. تبرز تشكيلة الصفات وأربعة الأيادي ذاتها في تماثيل غانيشا الراقص، التي تشكل موضوعًا رائجًا.